# I.O.I.O / Sweetheart

## Közreműködők
- Barry Gibb – ének, gitár
- Maurice Gibb – ének,  gitár, zongora, basszusgitár
- Colin Petersen – dob
- stúdiózenészek

## A lemez dalai
- I.O.I.O  (Barry és Maurice Gibb) (1968), mono 2:51, ének: Barry Gibb, Maurice Gibb
- Sweetheart (Barry és Maurice Gibb)  (1969), mono  3:09, ének: Barry Gibb, Maurice Gibb

## Top 10 helyezés
- I.O.I.O : #6.: Németország, Spanyolország, Új-Zéland #9.: Hollandia

## A kislemez megjelenése országonként
- Németország, Belgium, Olaszország, Svájc, Görögország, Norvégia  Polydor 2058 009
- Japán Polydor DP-1715
- Egyesült Királyság Polydor 56377
- Argentína, Chile  Polydor 2176 002
- Ausztrália, Új-Zéland Spin EK-3579
- Jugoszlávia RTB S 53 583
- Brazília: Polydor 126 004